# 城辺インターチェンジ
城辺インターチェンジ（じょうへんインターチェンジ）は、愛媛県南宇和郡愛南町城辺甲に建設が予定されている宿毛内海道路のインターチェンジである。
本ICの前後区間は四国横断自動車道で最後まで事業化されていなかったが、2024年に事業化された。

## 接続する道路
- 国道56号
- 町道城辺インター連絡線[1]

## 隣
E56 宿毛内海道路（事業中）
一本松IC - 城辺IC - 御荘IC